# Ordine sacre
În tradiția Bisericilor occidentale (Romano-Catolică și Anglicană), precum și în tradiția Bisericilor răsăritene, ordinele sacre sunt trei: diaconatul, preoția și episcopatul. Acestea sunt considerate părți ale sacramentului preoției, diaconatul fiind pasul pregătitor, preoția reprezentând puterea de administrare a Sfintelor Sacramente, iar episcopatul - plinătatea preoției, cu autoritatea de a invăța și de a îndruma. În Bisericile tradiționale, ordinele sacre sunt rezervate numai bărbaților. În Bisericile protestante care confera ordine, precum Biserica Anglicană, acestea pot fi primite, în teorie, și de către femei, dar cazurile nu sunt foarte răspândite.
Dogma Bisericii Catolice consideră ordinele sacre a fi cuprinse între cele trei sacramente (celelalte două sunt Botezul și Mirul) care lasă o amprentă perpetuă în sufletul celui care le primește, și care este numită caracter sacramental. În Biserica Anglicană se mai folosește sintagma caracter episcopal pentru a exprima singularitatea consacrării episcopale. 
Ordinele sacre pot fi conferite numai de către episcopi, după reguli bine stabilite.

## Ordinele minore
Bisericile răsăritene mai au și două ordinele minore, și anume: lector și subdiacon. Candidații la preoție primesc tonsura înainte de a fi hirotoniți, prin impunerea mâinilor, primind astfel aceste două orduri. Există o distincție între impunerea mâinilor pentru ordinele minore (hirotesie) și impunerea mâinilor pentru ordinele majore (hirotonire). Cei care au primit ordinele minore nu sunt considerați clerici în aceeași măsură în care sunt considerați cei care au primit ordinele majore.
În trecut, Biserica Catolică de rit latin avea patru ordine minore și ordinul subdiaconal ca ordin major, care le erau conferite candidaților la preoție pro forma, înainte de a ajunge diaconi. ordinele minore și subdiaconatul nu erau considerate sacramente, și ca urmare a Conciliului Vatican II, au fost suprimate în timpul pontificatului Papei Paul al VI-lea.

## Titluri, nu ordine
Titlurile de Cardinal, Patriarh, Primat, Mitropolit, Arhiepiscop Major, Arhiepiscop, Prelat și Monsenior/Monsignor nu sunt ordine sau sacramente, ci doar titluri și funcții conferite, de obicei, celor care au primit ordinele sacre. Primirea acestor titluri nu se realizează prin conferirea vreunui sacrament, ci prin simpla decizie administrativă.

## Succesiunea apostolică
Biserica Catolică recunoaște validitatea ordurilor administrate de alte Biserici tradiționale, precum Bisericile Ortodoxe Răsăritene și Bisericile Assyriene, datorită faptului că aceste Biserici au păstrat succesiunea apostolică intactă. În consecință, daca un preot ortodox se convertește la catolicism, acesta rămâne în continuare preot. Reciproca este valabilă. Succesiunea apostolică este validă și în Biserica Anglicană, dar ordurile administrate de episcopii anglicani nu sunt valide datorită formei în care sunt administrate. Cu toate acestea, preoții și episcopii anglicani care se convertesc la catolicism sunt de obicei hirotoniți sau consacrați imediat, pentru a fi valizi.

## Căsătoria și ordinele sacre
În tradiția Bisericii Catolice de rit latin, ordinele sacre nu pot fi administrate împreună cu sacramentul căsătoriei, decât până la primul nivel (diaconatul), cu aprobarea episcopului și numai în cazul în care persoana care cere acest lucru rămâne diacon permanent. În tradiția Bisericilor Catolice răsăritene și în Biserica Ortodoxă, căsătoria este permisă numai până la al doilea ordin (preoția), dar numai cu condiția ca acest pas să fi fost făcut înainte de primirea ordinului. Episcopilor nu le este permis să fie căsătoriți, dar pot deveni episcopi acei preoți rămași văduvi (este și cazul Mitropolitului Ardealului, Dr. Laurențiu Streza). În Biserica Anglicană, toate ordinele pot fi primite înainte și după căsătorie, fără restricții.